# Estrada do Pecado
Estrada do Pecado é uma telenovela brasileira exibida pela TV Itacolomi de 18 de janeiro a 26 de abril de 1965, às 20h20/21h. Escrita por Janete Clair, em 67 capítulos, foi dirigida e produzida por Palmira Barbosa. A supervisão ficou a cargo de Otávio Cardoso. Teve o final antecipado, com personagens morrendo de repente, desastres de trem e vilões tornando-se bons rapidamente.

## Sinopse
Santa Marta, interior do Rio Grande do Sul. João Carlos, filho da austera fazendeira Liana das Dores Serrano, vai para o Rio de Janeiro a negócios e lá conhece a bela Branca. Os dois se apaixonam e, ao retornar para casa, João termina seu noivado com Selma, contrariando a vontade da mãe. Casa-se com Branca e a leva para o sul. Dona Liana não esconde sua contrariedade, da mesma forma que Selma provoca àquela que, segundo ela, destruiu sua felicidade. O choque com a família faz com que o casamento entre em crise. Inflamado por intrigas, João expulsa Branca, que retorna para a casa do pai no Rio.
Porém, logo que Branca chega, descobre que está grávida e o pai a aconselha tentar retomar sua vida com o marido, no intuito que a criança não nasça sem pai. Durante a viagem para o sul, Branca acaba conhecendo o jovem Maurício, estudante de Medicina, despertando uma grande emoção entre ambos. Ao ser recebida na estação de Santa Marta pelo peão da fazenda, Maurício acaba por saber que Branca é casada. Embora abalada pela emoção que despertara, Branca decide vencer a tentação e investir na felicidade ao lado de João e do futuro filho que espera.

## Elenco
- Vanda Marlene - Branca
- Ricardo Luís - João Carlos
- Selva Rodrigues - Patrícia
- Glória Lopes - Selma
- Renê Salgado - Maurício
- Soares Aguiar - Irineu
- Anaíde Martins - Liana
- Antônio Nadeo
- Lana Márcia
- Aírton Azevedo
- Lola Martins
- Adilson José
- Nilda de Almeida